# Veit Prettner
Veit Prettner (* 1. April 1846 in Glödnitz, Bezirk St. Veit (heute St. Veit an der Glan); † 26. April 1927 in Spitzwiesen, Gemeinde Deutschgriffen (heute Deutsch-Griffen), Bezirk St. Veit an der Glan) war Landwirt und Abgeordneter zum Österreichischen Abgeordnetenhaus.

## Leben
Der 1846 geborene Veit Prettner war Sohn des drei Jahre später verstorbenen Gastwirts Andreas († 1849). Ab 1850 übernahm der Landwirt Martin Reinfrank die Rolle des Stiefvaters († 1864).
Veit Prettner war Landwirt in Brenitz in der Gemeinde Glödnitz. Nach 1877 war er Landwirt in Spitzwiesen.
Er war von 1874 bis 1877 Bürgermeister von Glödnitz.
Er war römisch-katholisch und seit 1871 verheiratet mit Anna Stromberger, mit der er drei Töchter und einen Sohn hatte, der aber schon im Jahr 1904 verstarb.

## Politische Funktionen
Veit Prettner war vom 9. April 1891 bis zu seinem Rücktritt am 22. Mai 1894 Abgeordneter des Abgeordnetenhauses im Reichsrat (VIII. Legislaturperiode), Kronland Kärnten, Kurie Landgemeinden 2, Regionen Sankt Veit, Friesach, Gurk, Eberstein, Althofen, Wolfsberg, St. Leonhard, St. Paul.

## Klubmitgliedschaften
Veit Prettner gehörte dem Klub der Deutschen Nationalpartei an.